# دون مكلارين
دون مكلارين (بالإنجليزية: Don McLaren)‏ هو شخصية أعمال نيوزيلندي، ولد في 21 أغسطس 1933 في أوكلاند في نيوزيلندا، وتوفي بنفس المكان في 5 نوفمبر 2014.